# 千葉県道16号佐原八日市場線
千葉県道16号佐原八日市場線（ちばけんどう16ごう さわらようかいちばせん）は千葉県香取市の国道356号を起点とし、匝瑳市八日市場駅前の国道126号と千葉県道212号八日市場停車場線との交差点までを結ぶ県道である。

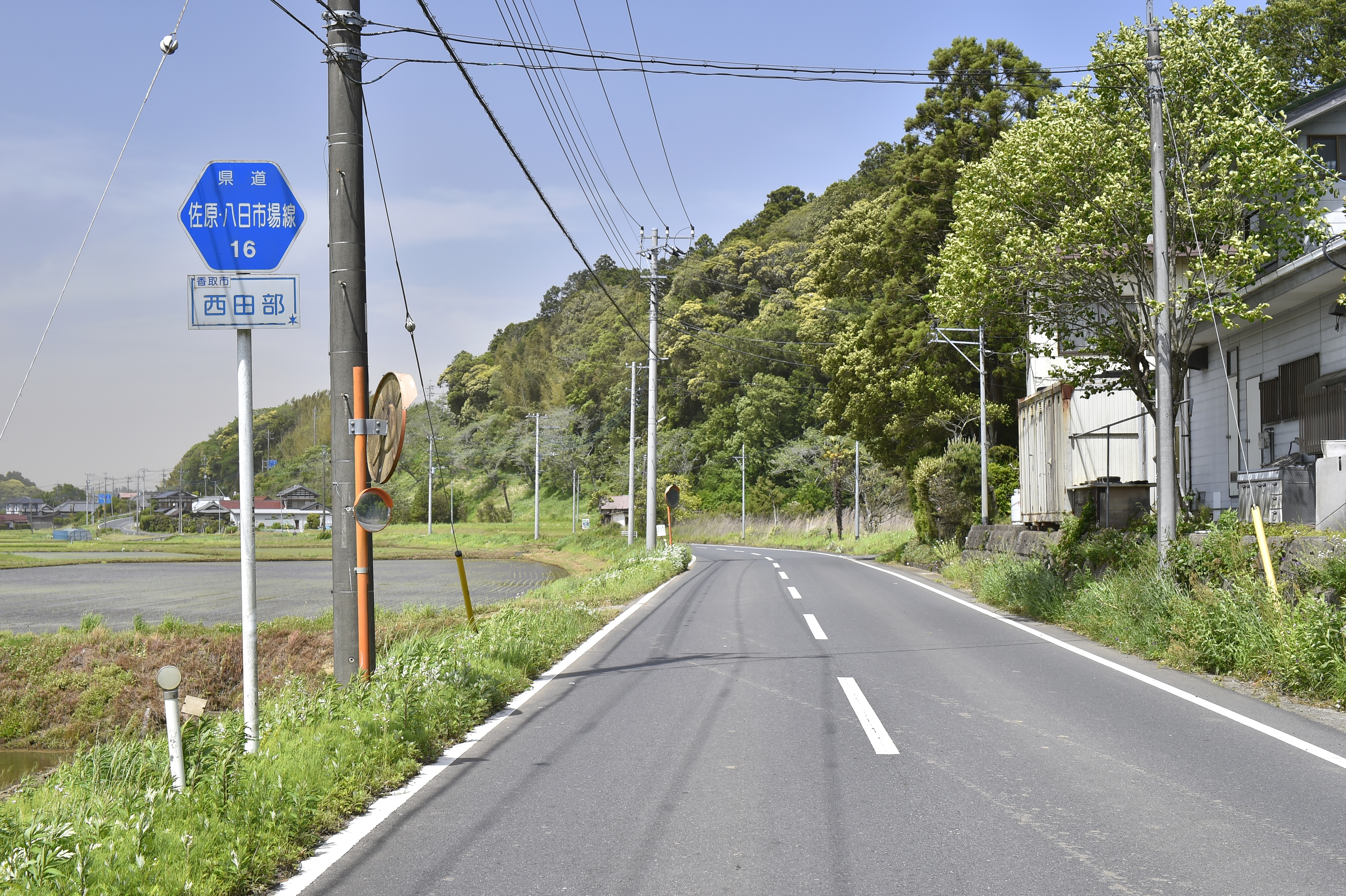
千葉県道16号佐原八日市場線
香取市西田部（2023年5月）

## 概要
- 起点 : 千葉県香取市舟戸（国道356号、舟戸交差点）
- 終点 : 同県匝瑳市八日市場イ（国道126号、八日市場駅前交差点）
- 総延長：*.* km（香取土木事務所管内：13.510 km[1]、成田土木事務所管内区間：3.660 km[2]、海匝土木事務所管内：*.* km）
- 重用延長：*.* km（香取土木事務所管内：0.0 km、成田土木事務所管内区間：0.0 km、海匝土木事務所管内：*.* km）
- 未供用延長：なし（香取土木事務所管内：0.0 km、成田土木事務所管内区間：0.0 km、海匝土木事務所管内：*.* km）
- 実延長：*.* km（香取土木事務所管内：13.510 km[1]、成田土木事務所管内区間：3.660 km[2]、海匝土木事務所管内：*.* km）

## 路線状況

### 通過するときの注意
- 県道125号線と信号のない変形的なT字路だが、香取市方面から匝瑳市方面に向かうには上り坂となっていて、そのまま上り坂側を走行すると、県道125号（旭市方面）に行ってしまうので、センターラインに沿うような形で下り坂側を走行すれば本線に行ける。
- 千葉県道70号大栄栗源干潟線（旧・東総有料道路）と接続する助沢ICは、国道51号や東関東道大栄IC方面にしか行けないハーフIC構造となっている（県道70号上でのUターンは不可）。旭、小見川、鹿嶋方面に行く場合は、別の経路を探す必要があるが、道幅が狭く、カーブや急な坂が多いので鹿嶋方面は千葉県道・茨城県道44号成田小見川鹿島港線を利用、旭・小見川方面は 千葉県道74号多古笹本線を利用したほうがよい。

#### 大型貨物車の迂回路（国道126号へのアクセス）
千葉県道106号八日市場佐倉線（匝瑳市生尾） - （旧国道126号経由） - 国道126号（バイパス）・千葉県道212号（八日市場駅前交差点）の区間は本来ならば生尾の交差点で本線に向かうには左折をするが、大型貨物車進入禁止の標識があるため、本線での国道126号へ出ることが不可能である。そのため迂回が必要。

### かつて重複していた区間
- 茨城県道・千葉県道44号成田小見川鹿島港線
  - 香取市岩部(交番前)- 香取市岩部（栗源区事務所(旧栗源町役場前)）
現在は県道44号側は、バイパスができている。

## 地理

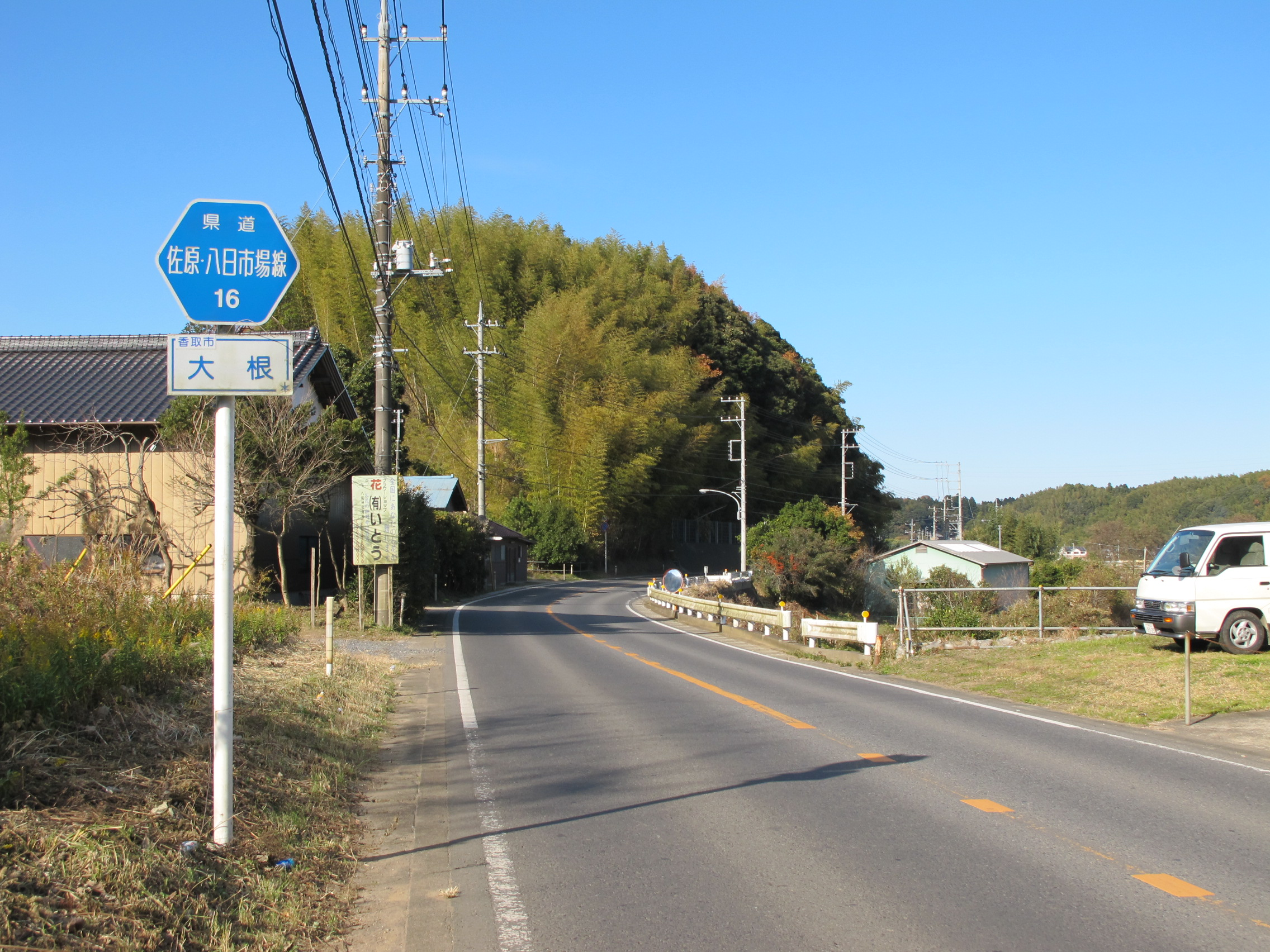
香取市大根（2013年11月）

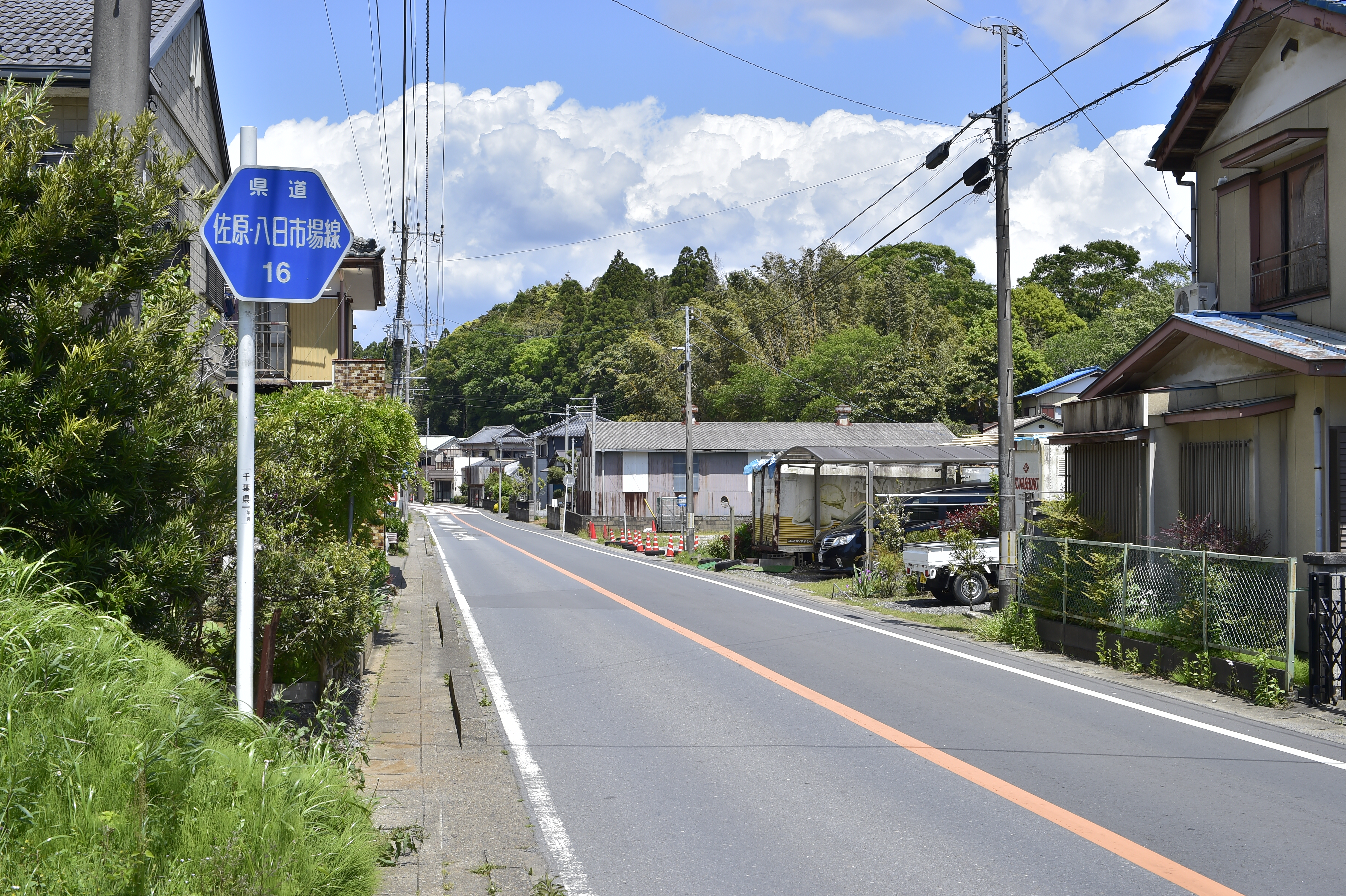
匝瑳市生尾（2021年5月）

### 通過する自治体
- 千葉県
  - 香取市
  - 香取郡多古町
  - 匝瑳市

### 交差する道路
- 国道356号（香取市、舟戸交差点）
- 千葉県道56号佐原椿海線（香取市）
- 千葉県道70号大栄栗源干潟線（旧・東総有料道路）（香取市助沢、助沢IC）
- 千葉県道44号成田小見川鹿島港線（香取市岩部、岩部交差点）
- 千葉県道120号多古栗源線（香取市）
- 千葉県道125号山田栗源線（香取市、信号なし）
- 千葉県道127号多古山田線（多古町南玉造）
- 千葉県道74号多古笹本線（匝瑳市飯高、飯高交差点）
- 東総広域農道（匝瑳市長丘）
- 千葉県道106号八日市場佐倉線・福岡農免道路（匝瑳市生尾）

この区間は左折すると下記のようになる。しかし、大型車は本線に行くことができない（大型貨物進入禁止）ので、この交差点を直進（福岡農免道路）するとこちらに行くことができる。
- 旧国道126号（匝瑳市）

※信号機のないT字路を左折をして、2つ目の信号を右折をする（注：案内標識はない）。
- 国道126号、千葉県道212号八日市場停車場線（匝瑳市八日市場イ、八日市場駅前交差点）